# PGF/Tikz
PGF / TikZ - это пара языков для создания векторной графики (например, технических иллюстраций и рисунков) из геометрического / алгебраического описания со стандартными функциями, включая рисование точек, линий, стрелок, контуров, кругов, эллипсов и многоугольников. PGF - это язык более низкого уровня, в то время как TikZ - это набор макросов более высокого уровня, которые используют PGF. Команды верхнего уровня PGF и TikZ вызываются как макросы TeX, но в отличие от PSTricks , сами графики PGF / TikZ описаны на языке, который напоминает MetaPost .
Главным разработчиком PGF и TikZ является Тилл Тантау, являющийся также основным разработчиком единственного известного интерпретатора для PGF и TikZ, который также написан на TeX .
PGF является аббревиатурой от «Portable Graphics Format». TikZ был введен в версии 0.95 PGF и является рекурсивной аббревиатурой для «TikZ ist kein Zeichenprogramm» (в переводе с немецкого  - «TikZ не программа для рисования»).

## Общий обзор языков
Интерпретатор PGF / TikZ может использоваться с помощью популярных макропакетов LaTeX и ConTeXt , а также непосредственно из оригинального TeX. В отличие от PSTricks, PGF может напрямую создавать либо PostScript, либо вывод PDF, но он не может использовать некоторые из более продвинутых функций программирования PostScript, которые PSTricks может использовать из-за эффекта «наименьшего общего знаменателя».  PGF / TikZ поставляется с обширной документацией; так, в руководстве к версии 3.1.4a более 1300 страниц.
Стандартное окружение типа picture из LaTeX также можно использовать в качестве внешнего интерфейса для PGF, просто используя пакет pgfpict2e.
Проект находится в постоянном развитии с 2005 года.  Большая часть разработок выполнена Тиллом Тантау. Версия 3.0.0 была выпущена 20 декабря 2013 года: одной из основных новых функций этой версии было построение графика с использованием пакета graphdrawing, который, однако, требует использования LuaTeX . В этой версии также добавлен новый метод визуализации данных и поддержка прямого вывода SVG через новый драйвер dvisvgm.

## Экспорт изображений
Несколько графических редакторов могут выводить данные для PGF / TikZ, такие как программа KDE Cirkuit  и программа динамического рисования математических схем и рисунков GeoGebra. Экспорт TiKZ также доступен в качестве расширения для таких программ, как Inkscape, Blender, MATLAB, Matplotlib, Gnuplot, и R . Экспорт электрических схем на TikZ осуществляется с использованием параметра dpic -g в командной строке.  Программа Dot2TeX может конвертировать файлы на языке описания графа DOT в PGF / TikZ.

## Библиотеки языка
В TikZ имеются библиотеки для удобного рисования диаграмм разных типов, например, следующих (в алфавитном порядке по имени библиотеки):
- Рисунки в формате 3D – 3d
- Машина Тьюринга – automata
- Вычисления в системе координат – calc
- Календари – calendar
- Цепочки: узлы, как правило, соединённые ребрами и расположенные в строках и столбцах  – chain
- Логическая цепь and электрические схемы – circuits.logic и circuits.ee
- Диаграммы сущности и отношений – er
- Диаграммы складывания многоугольников diagrams – folding
- Графики с автоматической опцией предварительного макета – graphdrawing
- Рисунки L-системы – lindenmayersystems
- Последовательности с использованием простейших операторов – math
- Матрицы – matrix
- Диаграмма связей – mindmap
- Рисунки с использованием троеточечной перспективы – perspective
- Сети Петри – petri
- RDF-семантическая аннотация (только в формате SVG) – rdf
- Особые фигуры и символы – shapes.geometric and shapes.symbols
- Увеличение части графика – spy
- Векторная графика с использованием синтаксиса SVG – svg.path
- Коммутативные диаграммы  – tikz-cd
- Деревья – trees
- Рисование с использованием курсора-черепахи (наподобие Логомиров) – turtle
- Масштабирование и паномирование – views

## Gallery
Следующие изображения были созданы с использованием TikZ и демонстрируют несколько примеров диапазона графики, которые могут быть созданы с помощью данного языка. Ссылка в каждой подписи указывает на исходный код изображения.

Периодическая система химических элементов Д.И. Менделеева (использованные библиотеки: calc, shapes)
Корневая спираль (использованная библиотека: calc)
- Майнд-карта (Mind Map) (использованные библиотеки: mindmap, shapes.misc)
Графики двух нормальных распределений с большим сдвигом между друг другом (использованные библиотеки: arrows, positioning)
Гиперповерхностный рендеринг (использованные библиотеки: arrows, calc, decorations.markings, intersections, positioning)
Модель смеси Байеса-Гаусса (использованные библиотеки: arrows, backgrounds, calc, fit, matrix, patterns, plotmarks, shadows)
Эквивалентные схемы конденсаторов (использованная библиотека: arrows)
- Схема, показывающая различные типы тестов на средние (libraries used: arrows, shapes)
Градиент функции (library used: arrows.meta)
Мультивариантные дистибутивы Гаусса (libraries used: arrows, positioning)